# 1936年西班牙社会革命

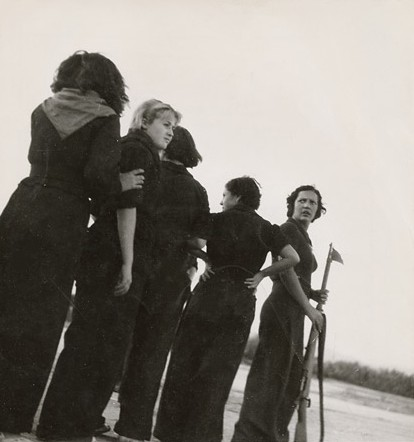
1936年8月，在巴塞罗那郊外接受军事训练的女民兵

1936年西班牙社会革命（西班牙語：Revolución social española de 1936）是一场工人社会革命，始于1936年7月西班牙内战的爆发。在接下来的2—3年间，包括加泰罗尼亚、阿拉贡、安達盧西亞和巴伦西亚部分地区在內的西班牙的部分地区被无政府主义和自由意志社会主义者控制。西班牙的大部分经济被置于工人控制之下；在加泰罗尼亚等无政府主义的据点，这一比例高达75%。工厂由工人委员会管理，农村地区被集体化并作为自由意志社会主义公社运行。许多小型企业，如旅馆、理发店和餐馆，也被集体化，由工人自行管理。
集体化主要由全國勞工聯盟和伊比利亚无政府主义联合会的普通成员组织实施。社会主义的劳动者总联盟也参与了集体化的实施。
1937年，在西班牙革命进入到第三阶段后，西班牙第二共和国和弗朗西斯科·佛朗哥领导的西班牙国在各自控制的领土上镇压了这场革命。